# Thomsongazelle
Thomsongazellen (Eudorcas thomsonii), eller Thomsons gazelle, er en ret lille gazelle, der er udbredt i Afrika, hvor en bestand på mere end 550.000 især findes på sletter i Tanzania og Kenya. Den betragtes som den mest almindelige gazelle i Østafrika. Thomsongazellen er et vigtigt byttedyr for rovdyr. Ved regntid og tørtid vandrer den i store flokke, for at finde føde i nye områder. Den er opkaldt efter den skotske opdagelsesrejsende Joseph Thomson (1858–1895), der spillede en vigtig rolle i kapløbet om Afrika.

## Beskrivelse
Thomsongazellen er en lille graciøs gazelle med en skulderhøjde på 55–82 cm. Hanner vejer 20–35 kg, mens hunner vejer 15 – 25 kg. Pelsen er på oversiden sandfarvet eller lysebrun, og sorte bånd langs siderne adskiller oversiden fra den hvide underside. Hovedet er rødbrunt med en sort blis og hvide øjenringe, der strækker sig videre ud mod snuden over et par sorte kindstriber.
Begge køn har horn, der bøjer en smule bagud med fremadvendte spidser. De stærkt ringlede horn måler 25–43 cm hos hanner og 7–15 cm hos hunner. Hunner har dog skøre horn og nogle mangler horn.